# Kissekatt som nattvakt
Kissekatt som nattvakt är en tecknad kortfilm från 1938 i serien Merrie Melodies regisserad av Chuck Jones. Det var den första filmen han regisserade.

## Handling
En liten kattunge får vara nattvakt i köket när hans pappa är sjuk. Medan han går sin runda, kommer ett gäng råttor och äter maten i köket och spelar musik. Hur mycket katten än säger åt dem att sluta fortsätter de att kalasa. Han skriker så högt att alla råttor hör honom, och det leder till att han blir slagen av råttornas ledare. Men till slut får katten mod nog att slå tillbaka mot råttorna så att de flyr därifrån.